# Parna lokomotiva št. 3 (Gonobitz)
Parna lokomotiva št. 3 velja za najstarejšo ohranjeno ozkotirno parno lokomotivo v Sloveniji, zgrajena je bila leta 1892 v tovarni Krauss & Co v Linzu, namensko za ozkotirne lokalne proge Štajerskih deželnih železnic (STmLB), konkretno za progo Poljčane - Slovenske Konjice – Zreče.

## Lokomotiva št. 3 (Gonobitz/Konjice)
Parna lokomotiva št. 3 je bila zgrajena leta 1892 v Linzu pod tovarniško številko 2775, ta je razvidna tudi na fotografiji, Božo Rustja napačno navaja številko 2774. Lokomotive tega tipa so bile zgrajene le štiri, od njih sta danes ohranjeni samo dve.

## Zgodovina
Parna lokomotiva št. 3, s kasnejšo začasno oznako SHS K3 (Konjice), je vozila po ozkotirni železniški progi Poljčane - Slovenske Konjice - Zreče od odprtja proge leta 1892 do okoli leta 1930, ko so jo izločili iz prometa in jo zaradi zastarelosti in neuporabnega kotla  prodali kot staro železo Kranjski industrijski družbi na Jesenicah. Tam so jo leta 1935 obnovili, zmanjšali premer koles na 610 mm in ji vgradili nov kotel, ter z njo premikali vagone do leta 1968. Leto pozneje jo je železnica pridobila z zamenjavo starega železa in poslala v takratne delavnice PPVS v Novi Gorici, kjer so jo v letih 1973-1974 popravili in jo delno restavrirali. Na dan železničarjev leta 1974 so jo postavili kot  tehnični spomenik na  ljubljansko železniško postajo. V letih 1980-1981 so jo v Šiški ponovno pregledali in konzervirali, ter jo znova postavili na ljubljanski peron, kot prvo slovensko ozkotirno lokomotivo , sedaj pa se nahaja v Železniškem muzeju v Ljubljani. Lokomotiva ni ohranjena v popolnoma izvirni obliki, ker so jo v železarni na Jesenicah rekonstruirali v skladu s svojimi potrebami.

## Tehnični podatki
| Oznaka:                   | SKGLB 3 StLB 3 (Gonobitz), SHS K3, O-IV (železarna Jesenice)                                                                     |
| Količina:                 | SKGLB 1 StLB 1 (Meran) / SKGLB 2 StLB 2 (Steinz) / SKGLB 3 StLB 3 K3 (Gonobitz/Konjice) / SKGLB 4 StLB 4 (Heiligengeist/Sv. Duh) |
| Proizvajalec:             | Krauss & Co Linz |
| Leto proizvodnje:         | 1892 |
| Izločitev iz prometa:     | SHS: 1930 |
| Osna konfiguracija:       | B n2t |
| Medosna razdalja:         | 1.600 mm |
| Dolžina preko odbojnikov: | 5.330 mm |
| Višina:                   | 3.542 m |
| Vrsta krmilja:            | Stephenson |
| Trdi razvoj koles:        | |
| Popoln premer koles:      | |
| Najmanjši polmer:         | |
| Delavna teža:             | 9,5 / 8,0 t |
| Teža trenja:              | |
| Osna obremenitev:         | 6 t |
| Največja hitrost:         | 25 km/h |
| Indicirana moč:           | 57 / 60 kW |
| Premer pogonskih koles:   | 760 (610) mm |
| Premer koles spredaj:     | 760 (610) mm |
| Premer koles zadaj:       | 760 (610) mm |
| Število valjev:           | 2 |
| Premer parnega valja:     | 225 mm |
| Omehčava valjev:          | |
| Kotlovni pritisk:         | 12 bar max |
| Število ogrevalnih cevi:  | |
| Površina grila:           | 0,51 m² |
| Površina kurjave:         | |
| Površina pregrevalnika:   | 24,10 m² |
| Površina uparjanja:       | 129,65 m² |
| Količina vode:            | 10,5/12,0 m³ |
| Količina goriva:          | 2,0 m³ |
| Zračna zavora:            | redkozračna Hardy |

## Druge lokomotive tega tipa
Lokomotivi št. 3 Gonobitz (Konjice) in št. 4 Heiligengeist (Sv. Duh - Loče), sta bili dodeljeni na progo Poljčane - Slovenske Konjice. Lokomotivo št. 4 so leta 1918 vrnili v Avstrijo in je tam vozila na progi Kapfenberg - Au - Seewiesen.